# عادل الصرعاوي
عادل عبد العزيز عبد الله صالح الصرعاوي، من مواليد 1962، نائب في مجلس الأمة الكويتي.
شارك في انتخابات مجلس الأمة الكويتي 1996 في الدائرة السابعة، و حصل على المركز السابع برصيد 251 صوت وخسر الانتخابات ، وشارك في انتخابات مجلس الأمة الكويتي 1999 في الدائرة السابعة، وحصل على المركز الثالث برصيد 544 صوت وخسر الانتخابات ، وشارك في انتخابات مجلس الأمة الكويتي 2003 في الدائرة السابعة، وحصل على المركز الثاني برصيد 977 صوت وفاز بالانتخابات ، وشارك في انتخابات مجلس الأمة الكويتي 2006 في الدائرة السابعة، وحصل على المركز الأول برصيد 3108 صوت وفاز بالانتخابات ، وشارك في انتخابات مجلس الأمة الكويتي 2008 في الدائرة الثالثة، وحصل على المركز الثاني برصيد 11242 صوت وفاز بالانتخابات.

## مواقفه في مجلس الأمة
| الكتل                                                                           | إسلامي مستقل                                |
| اللجان                                                                          | الخطاب الأميري - الميزانيات - حماية الأموال |
| قانون صندوق المعسرين                                                            | موافق                                       |
| الموازنة العامة للدولة                                                          | موافق                                       |
| قانون ضمان الودائع البنكية                                                      | مؤيد                                        |
| إعادة تشكيل اللجان المؤقتة                                                      | منسحب                                       |
| تقرير اللجنة المالية الرافض لإقامة الدواوين                                     | موافق                                       |
| مقترح الحركة الدستورية الإسلامية في التحقيق في الشراكة مع داو و المصفاة الرابعة | موافق                                       |
| التحقيق في عمل فريق الإزالات                                                    | رافض                                        |
| مقترح اللجنة الثلاثية في التحقيق في داو و المصفاة الرابعة                       | غير موافق                                   |